# Foron (Gaillard)
Pour les articles homonymes, voir Foron.
Le Foron est une rivière française des Alpes, à la frontière avec la Suisse et un affluent de l'Arve donc un sous-affluent du Rhône.

## Géographie
D'une longueur de 21,6 kilomètres, le Foron prend sa source sur le flanc ouest des Voirons, à 1 480 mètres d'altitude, sur la commune de Bons-en-Chablais, où on le connaît sous le nom de ruisseau de Coudray, ruisseau des Mouilles et le ruisseau de Chez les Blancs
Il prend ensuite le nom de Foron à la sortie du lac de Machilly. Son bassin versant s'étend sur les communes françaises de Bons-en-Chablais, Machilly, Saint-Cergues, Juvigny, Cranves-Sales, Ville-la-Grand, Annemasse, Ambilly, Gaillard et sur les communes suisse de Presinge, Puplinge et Thônex.
Depuis Ville-la-Grand, il marque la frontière franco-suisse en la longeant sur une distance de 8 kilomètres avant de se jeter dans l'Arve en amont du pont de Sierne, à l'altitude 393 mètres, sur la commune française de Gaillard, à la limite de la frontière suisse et la commune de Thônex dans le canton de Genève. Néanmoins le lit mineur du Foron est entièrement français

### Communes et cantons traversés
Dans le département de la Haute-Savoie, le Foron prend source dans le canton de Sciez et traverse et conflue dans le canton de Gaillard, le tout dans les deux mêmes arrondissement de Thonon-les-Bains et arrondissement de Saint-Julien-en-Genevois. 
Le Foron longe les communes du canton de Genève de Presinge, Puplinge et Thônex.

### Bassin versant
Le Foron traverse une seule zone hydrographique 'L'Arve de la Menoge au Lac Léman' (V024).

### Organismes gestionnaires
Le SIFOR - Syndicat Intercommunal du FORon du Chablais Genevois créé en 2002, A pour objectif la protection des biens et des personnes contre le risque d'inondations, la mise en valeur du milieu aquatique, l'amélioration de la qualité de l'eau et l'entretien et la communication du Foron, de ses affluents et de ses milieux annexes.
Ce syndicat regroupe sept communes : Gaillard, Ambilly, Ville-la-Grand, Juvigny, Cranves Sales, Saint Cergues et Machilly ainsi que la Communauté de Communes du Bas Chablais pour la partie du bassin versant sur Bons en Chablais.
Ce syndicat travaille en étroite collaboration avec le Canton de Genève.
Avant sa création, deux syndicats travaillaient sur cette rivière: le SIAF - Syndicat Intercommunal d'Amélioration du Foron qui regroupaient les communes urbaines de Gaillard, Ambilly et Ville-la-Grand et le SIVOM du Foron qui regroupaient les communes rurales de Ville-la-Grand à Machilly.
Sur la partie française, l'organisme gestionnaire est le Syndicat Mixte d'Aménagement de l'Arve et de ses Affluents.

## Toponymie
"Le nom de Foron signifie "Source profonde". Il est très couramment employé pour nommer des cours d'eau en Haute Savoie."

### Hydronymes homonymes
On en dénombre plusieurs sur le département de la Haute-Savoie, c'est pourquoi on associe souvent le nom d'une ville avec :
- le Foron de La Roche-sur-Foron
- le Foron de Fillinges
- le Foron de Taninges
- le Foron de Sciez
- le Foron de Mieussy
- le Foron du Reposoir
- le Foron de Reignier
- le Foron de Megève
- et le Foron de Gaillard, appelé Foron du Chablais Genevois

## Affluents
Le Foron a plusieurs affluents, on peut noter en rive gauche :
- Le ruisseau du Lanaz ou dit de Borringes à la limite entre les communes de Machilly et Saint-Cergues.
- Le ruisseau de Dard, 2,3 km (rg) sur la seule commune de Saint-Cergues.
- Le ruisseau de Boëge, 2,7 km (rg) sur la seule commune de Saint-Cergues avec un affluent :
  - Le ruisseau de chez Fournier, 2,4 km sur la seule commune de Saint-Cergues.
- Le ruisseau du Merdasson
- Le ruisseau du Méran, sur la seule commune de Saint-Cergues, avec un affluent :
  - Le ruisseau de Champs Gonin
- Le torrent du Panfonex, 3,1 km (rg) et s'appelant sur la seule commune de Saint-Cergues avec un petit ruisseau affluent selon Géoportail :
  - Le ruisseau de la Lethaz (rg)
  - Le ruisseau de Boriaz
- Le torrent la Chandouze, 4,8 km (rg) sur les quatre communes de Cranves-Sales, Juvigny, Lucinges, et Saint-Cergues; il s'appelle aussi pour Géoportail le ruisseau du Loty en partie haute[2] et a un affluent référencé et un deuxième selon Géoportail :
  - Le ruisseau du Ouat, 1,4 km (rg) sur les deux communes de Cranves-Sales et Lucinges.
  - Le ruisseau d'Armiaz est aussi un affluent selon Géoportail. Le Foron possède un seul affluent en rive droite : le ruisseau de Campex sur la commune de Ville-la-Grand venant de la Suisse voisine.

Le rang de Strahler est donc de trois.

## Histoire
La première mention du Foron date de décembre 1602, lorsque les troupes du duché de Savoie venues envahir Genève passent la nuit à côté d'un pont sur le Foron (qui sera par la suite baptisé Pont de l'Escalade). En 1780 et 1785, le roi de Sardaigne fait construire deux nouveaux ponts sur le Foron pour assurer le passage du sel vers Genève.
Le Foron est une rivière entièrement française, y compris sur les quelque 8 kilomètres où elle marque la séparation avec la Suisse, la frontière se situant sur la berge genevoise et non, comme le voudrait l'usage, au milieu du cours d'eau. Cette particularité a été officialisée lors du traité de Turin, conclu le 16 mars 1816, par lequel le roi de Sardaigne s'est vu attribuer la totalité du Foron.
À plusieurs reprises, le Foron a connu des crues exceptionnelles, l'urbanisation de ses rives ayant tendance à les augmenter et les intensifier. Plusieurs aménagements ont été réalisés côté français entre 1940 et 1970, ce qui n'a pas pu empêcher une forte crue en 1974 et une autre en 1979 à la suite desquelles un programme commun franco-genevois a été mis en place. Plusieurs endiguements ont été alors réalisés à Thônex et à Puplinge, entre 1978 et 1999.
En janvier 2004, un contrat de rivières transfrontalier a été signé, qui a permis la réalisation de nombreuses opérations de revitalisation sur le Foron, ses affluents et ses zones humides.
Avant le redécoupage des cantons français de 2014, effectif en 2015, le Foron prenait source dans le canton de Douvaine, traversait le canton d'Annemasse-Nord, et confluait dans le canton d'Annemasse-Sud, le tout dans les deux arrondissement de Thonon-les-Bains et arrondissement de Saint-Julien-en-Genevois.